# 인벤텍

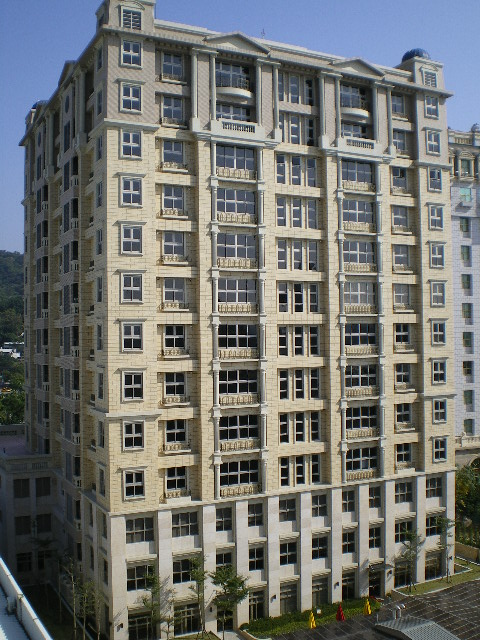
타이베이의 인벤텍 빌딩

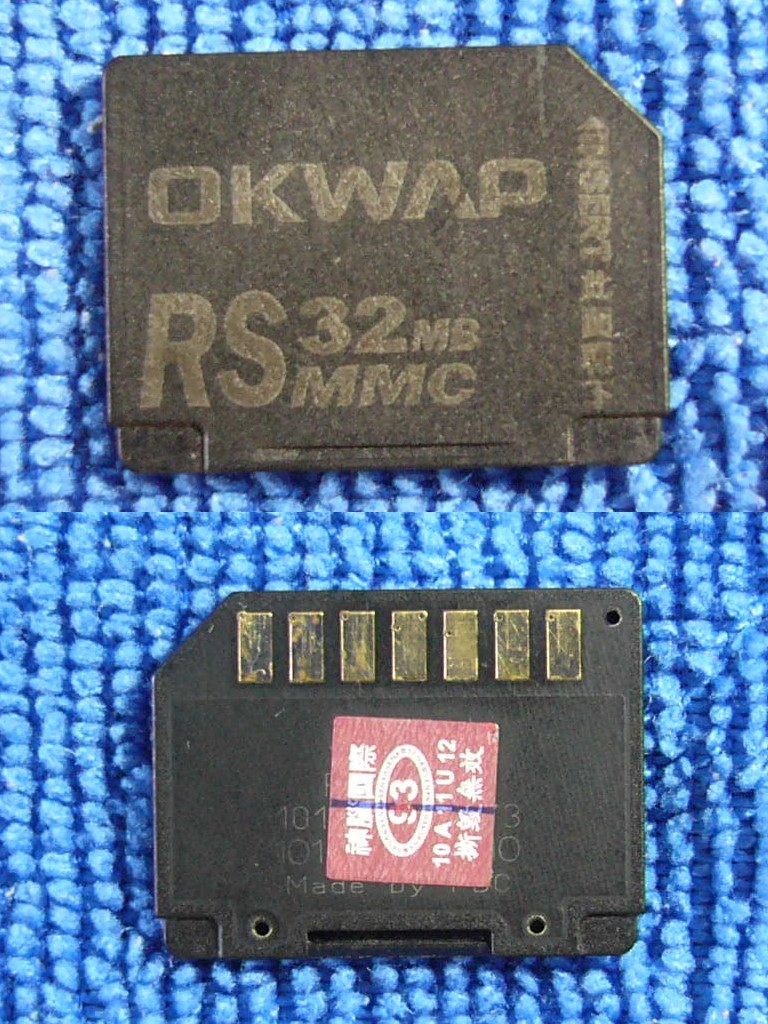
OKWAP 자회사 브랜드 RS-MMC 카드

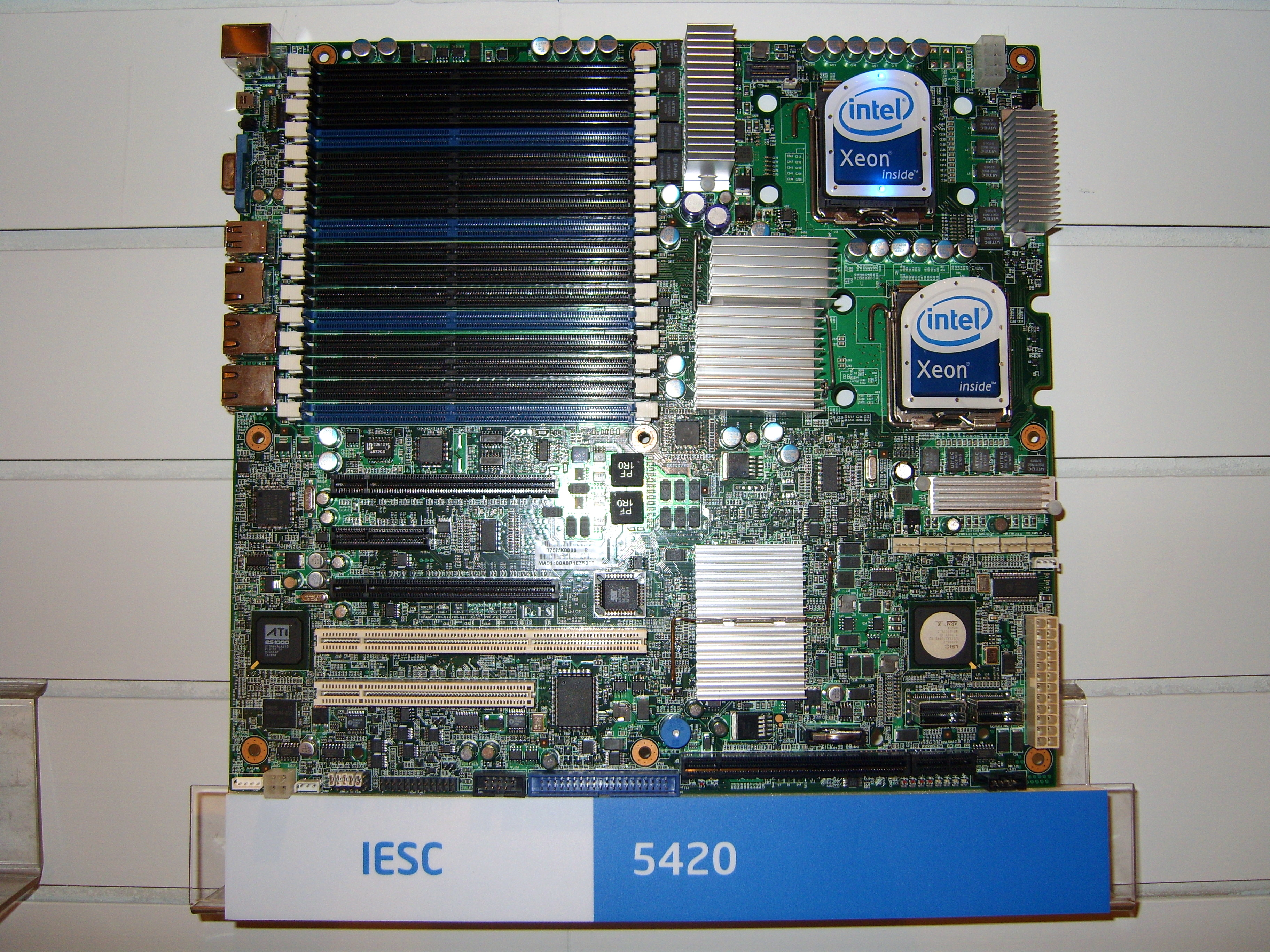
인벤텍 엔터프라이즈 시스템즈 마더보드

인벤텍 코퍼레이션(Inventec Corporation, 중국어: 英業達公司, 병음: Yīngyèdá GōngSī; 대만: 2356)은 중화민국 기반의 주문자 상표 부착 생산 (ODM) 업체로, 노트북 컴퓨터, 서버 및 모바일 기기를 제조한다. 원래 1975년에 전자 계산기를 개발하고 제조하기 위해 설립되었으며, 주요 고객으로는 휴렛 팩커드, 도시바, 에이서, 후지쯔 지멘스 등이 있다.
인벤텍 코퍼레이션은 중화인민공화국에 주요 개발 및 제조 시설을 두고 있으며, 중화인민공화국에서 가장 큰 수출업체 중 하나이다. 이 회사는 1991년에 중화인민공화국에 첫 개발 센터를 열었고, 1995년에 상하이에 첫 제조 시설을 열었다. 또한, 미국, 유럽, 멕시코에 구성 및 서비스 센터를 두고 있다.
이 회사는 3,000명 이상의 엔지니어를 포함하여 23,000명 이상의 직원을 보유하고 있다. 일본 요코하마에 설립된 미니 노트북 브랜드 판매사인 고진샤 (KJS)의 지분을 일부 소유하고 있다.

## 그룹 정보
인벤텍 그룹은 다섯 개의 회사로 구성된다.

### 인벤텍 코퍼레이션
위에 언급됨

### 인벤텍 베스타

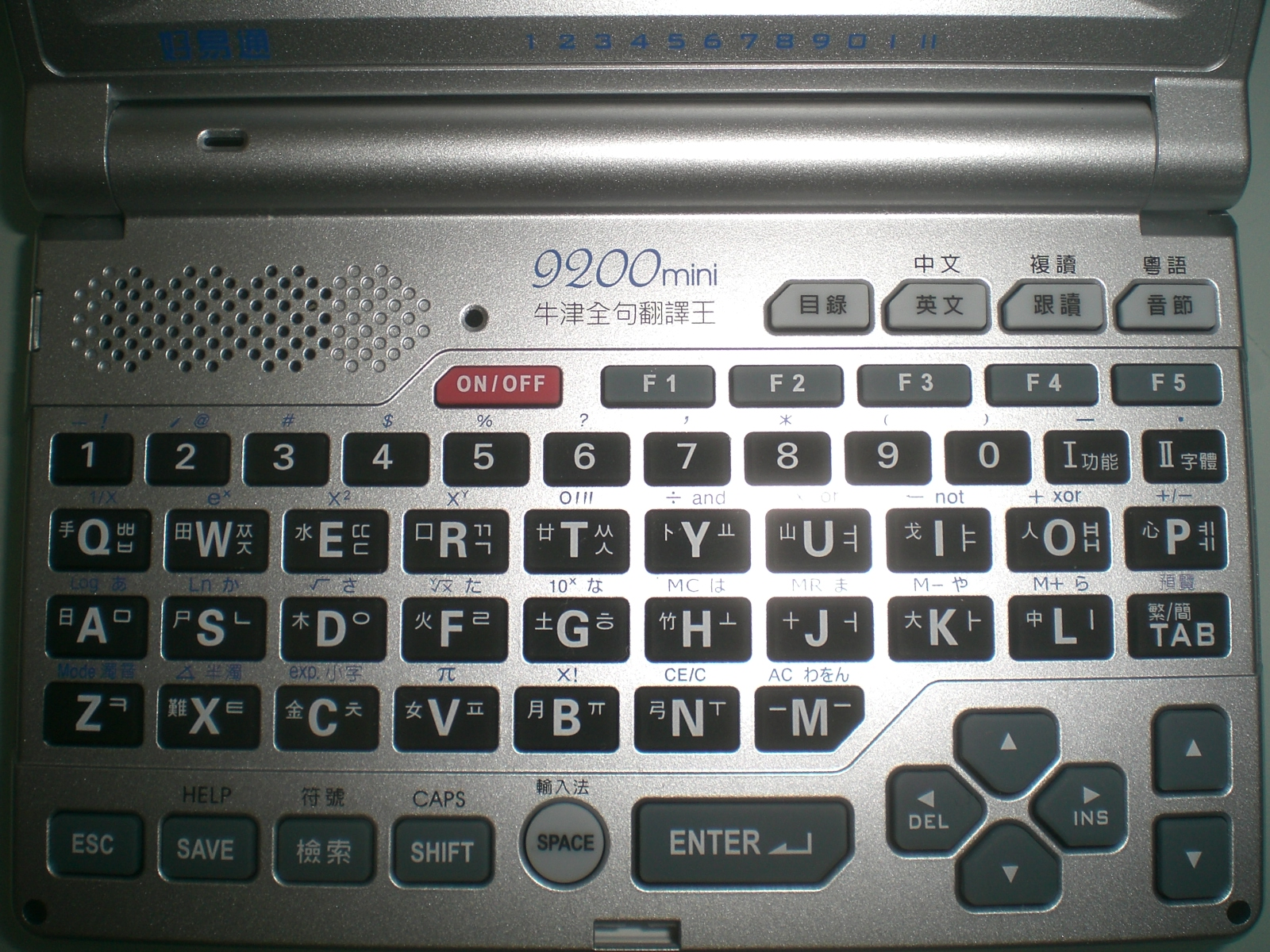
인벤텍 베스타 9200 사전

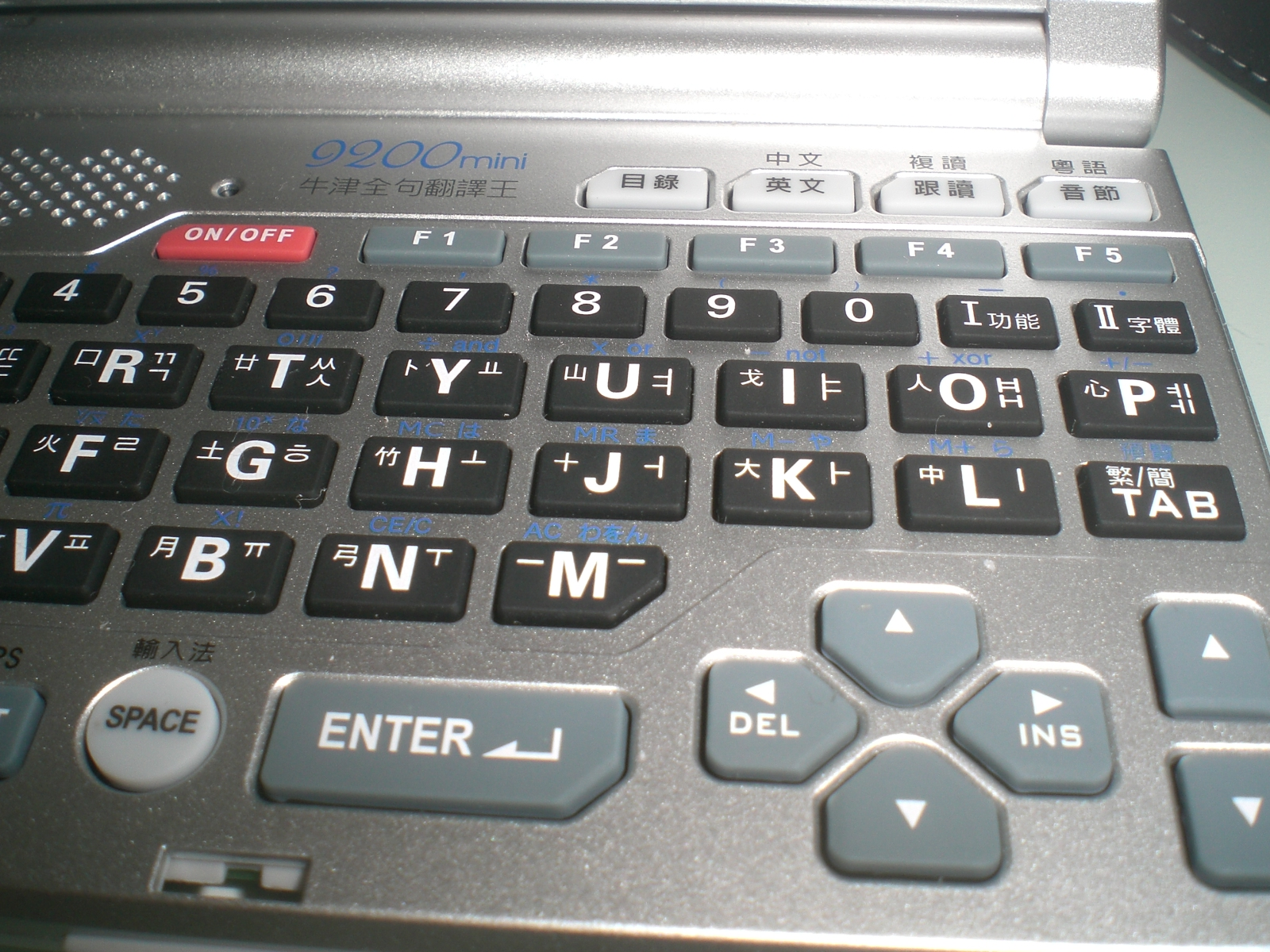
인벤텍 베스타 9200 사전

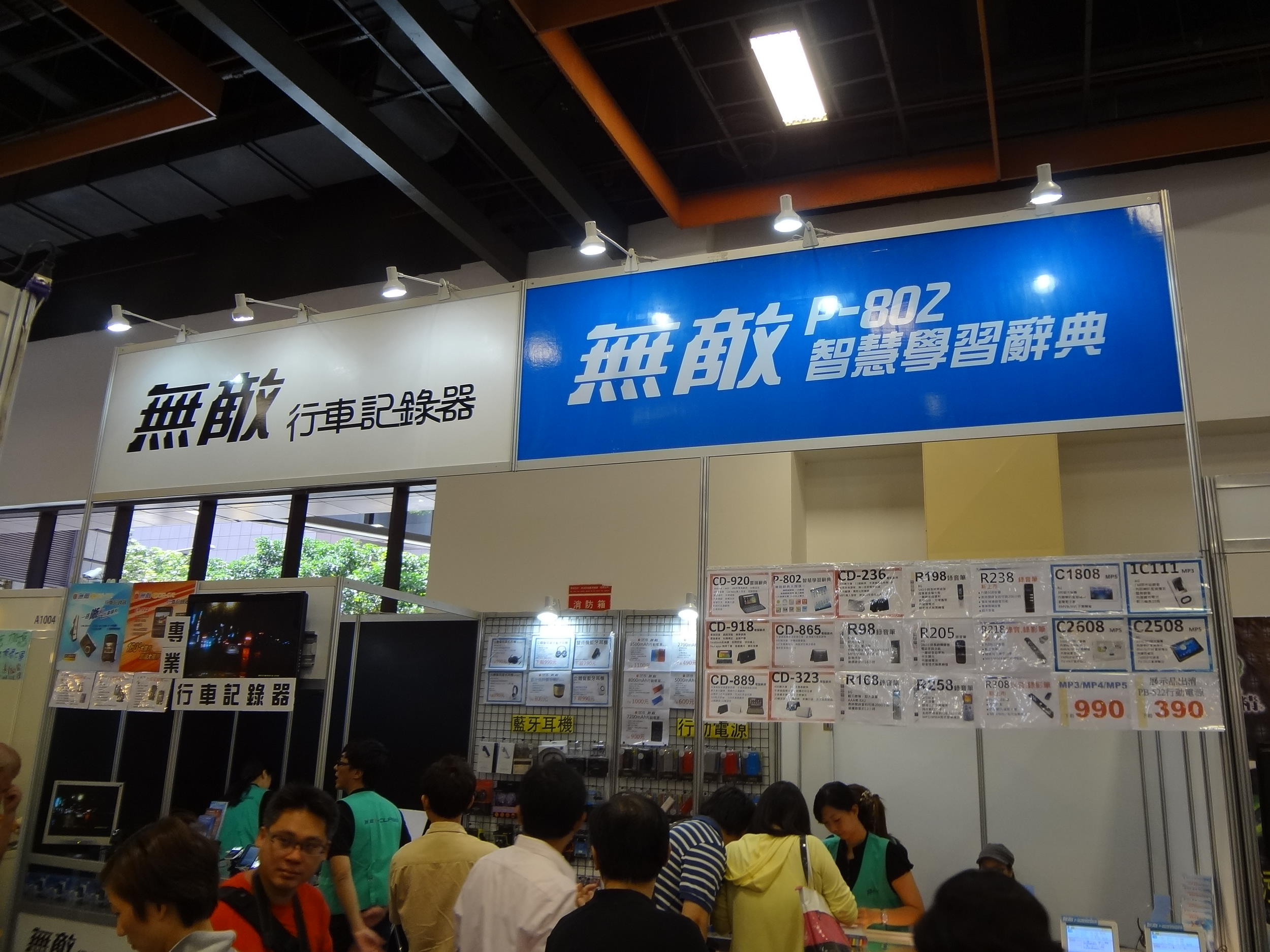
타이베이 박람회 베스타 부스

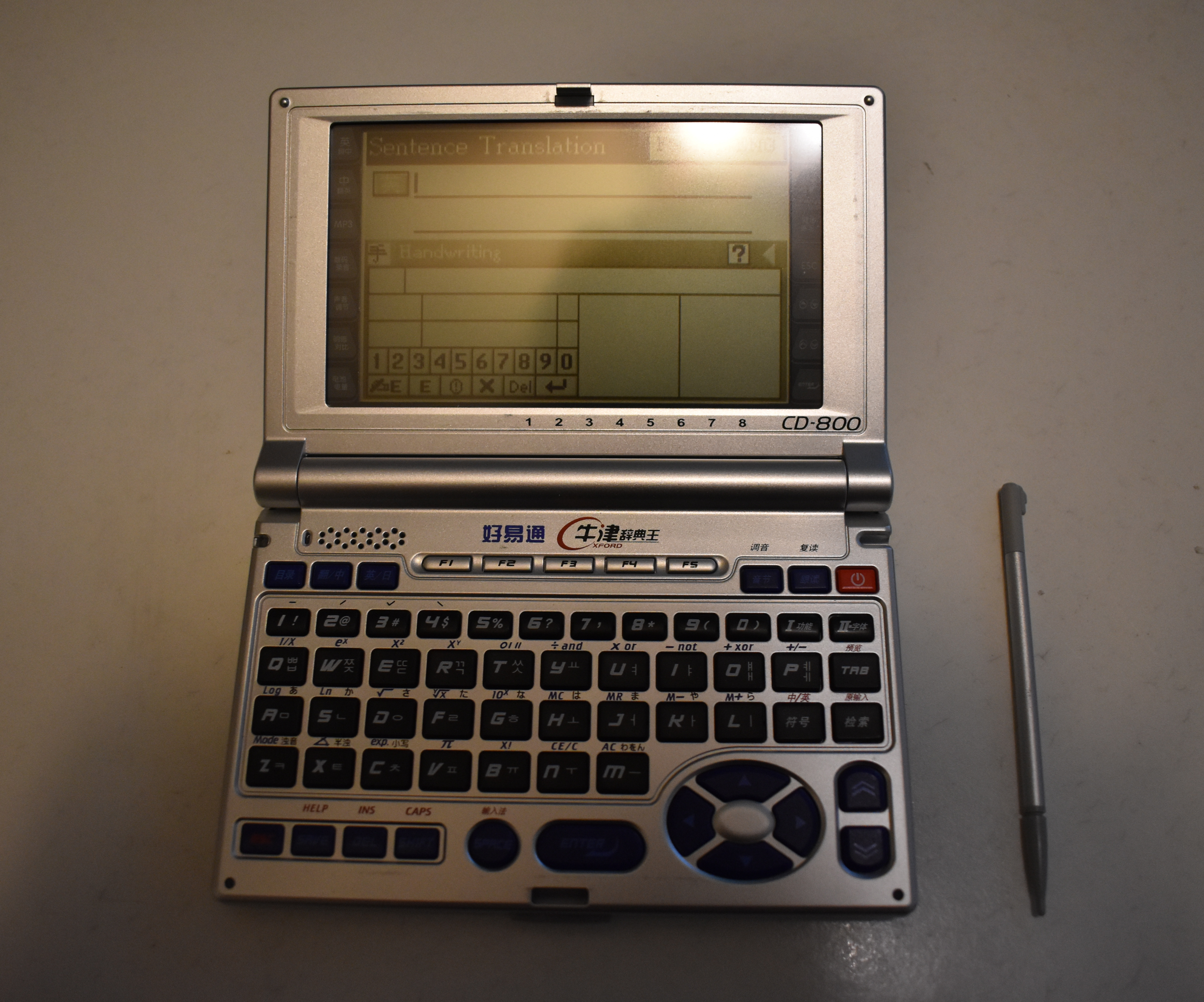
베스타 CD-800.

BESTA는 1989년 타이베이에서 소형 영어/중국어 전자사전을 생산하기 위해 처음 설립된 인벤텍 그룹의 독립 자회사이다. BESTA는 제품 라인을 PDA, 태블릿 컴퓨터 및 다국어 (한국어 및 일본어 포함) 번역기로 확장했다.
BESTA는 현재 대만, 중화인민공화국, 태국, 말레이시아, 인도네시아, 싱가포르 시장에서 30개 이상의 모델을 생산하고 있다. 태국 유통업체 CyberDict 보관됨 2016-03-04 - 웨이백 머신는 추가 태국어 사전을 포함한 맞춤형 제품을 제공한다.
BESTA는 또한 북미 시장을 위해 특별히 설계된 언어 제품 라인을 제조하며, 영어/중국어 및 영어/한국어 전자사전의 선도적인 공급업체가 되었다. 미국에서는 BESTA 제품이 BESTA (중국어) 또는 OPTIMEC (한국어) 레이블로 판매되며, Moy Sam Corporation (뉴욕)과 Maxmile Corporation (로스앤젤레스)이 독점적으로 유통 및 서비스를 제공한다. 캐나다에서는 BESTA 제품이 토론토와 마컴에서 판매된다.
몇몇 BESTA 모델에는 추가 전문 사전(예: 의료 또는 비즈니스)이 포함된 SD/MMC 데이터 카드를 삽입할 수 있는 슬롯이 있다. 이 회사는 12년 연속 "대만의 이상적인 전자사전 브랜드" 1위로 선정되었다. 인벤텍 베스타는 2007년 대만 증권거래소에 상장되었다.
인벤텍 베스타의 주요 개발:
1989년 — 인벤텍 베스타 주식회사가 설립되었다.
1999년 — 인벤텍의 참조 시스템 사업부, 린커우 공장, 인벤텍 (시안) 회사와 합병되었다.
2000년 — Golden Atom Holdings Ltd.를 인수하고 Besta Technology (HK) Co., Ltd. 및 Besta Technology (China) Co., Ltd.에 투자했다.

## 태블릿
- 아마존 킨들 파이어
- 반스 & 노블 눅
- N18C (Dr.Eye)
- 리옹

## 휴대폰
- OKWAP
- J98
- PHS-I99
- PHS-PG900
- PHS-PG901
- PHS-I92
- PHS-i501

## 같이 보기
- 대만의 기업 목록